# Józef Sánchez del Río

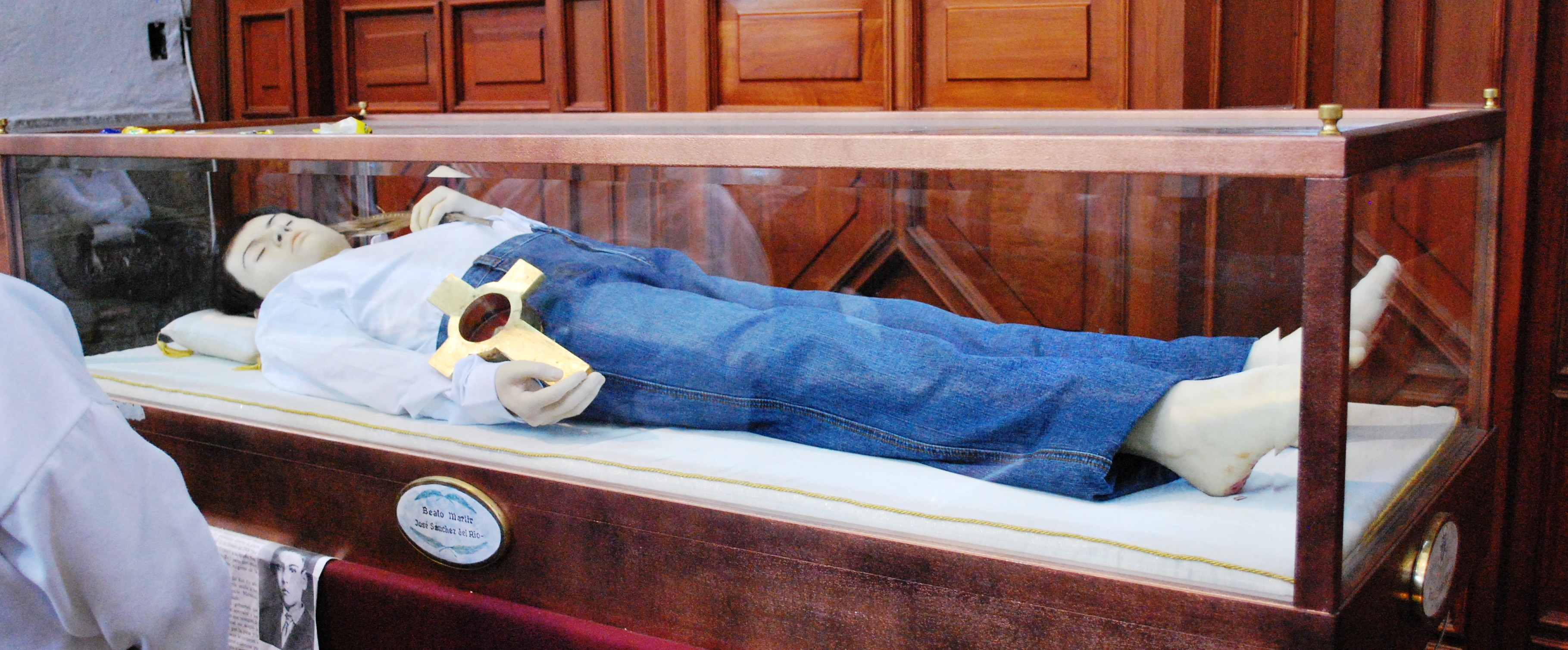

Józef Sánchez del Río, hiszp. José Sánchez del Río (ur. 28 marca 1913 w Sahuayo w Meksyku, zm. 10 lutego 1928 tamże) – uczestnik powstania Cristeros, święty Kościoła rzymskokatolickiego.

## Życiorys
Źródła:
Urodził się 28 marca 1913 r. w Sahuayo w stanie Michoacán. Uczęszczał do szkoły w swoim rodzinnym miasteczku, a następnie w Guadalajarze w Jalisco.
Kiedy w 1926 r. wybuchło powstanie Cristero, jego bracia przyłączyli się do wojsk powstańczych. Mimo sprzeciwu matki i odmowy generała Prudencio Mendozy Józef został na własną prośbę wcielony do grupy powstańczej, gdzie powierzono mu obowiązek chorążego. Powstańcy ochrzcili go imieniem Tarsycjusza, starożytnego męczennika, który jako dziecko został zabity broniąc Eucharystii przed profanacją. Gdy podczas potyczki z wojskami federalnymi 25 stycznia 1928 r. padł koń dowódcy, Józef oddał mu swojego, by mógł ratować się ucieczką. W trakcie odwrotu chłopca zatrzymano wraz z grupą powstańców.
7 lutego odprowadzono go do rodzinnego Sahuayo i uwięziono w kościele parafialnym, sprofanowanym i zdewastowanym przez wojska federalne. Miejscowy burmistrz (alcalde) Rafael Picazo zaproponował chłopcu dwie możliwości uniknięcia kary śmierci: wpłatę 5000 pesos albo dobrowolne wstąpienie do państwowej szkoły wojskowej. Ponieważ odmówił, w prowizorycznym więzieniu przetrzymano go do 10 lutego. Nocą z 7/8 lutego napisał do rodziców: „Moja kochana mamo, zostałem schwytany podczas dzisiejszej bitwy. Myślę o chwili, kiedy przyjdzie mi umrzeć. Nic to jednak, Mamo. Powinnaś zgodzić się z wolą Pana Boga. Umieram szczęśliwy u boku Naszego Pana. Nie chcę, żebyś się martwiła moją śmiercią. Powiedz raczej moim braciom, bo poszli w ślady najmłodszego spośród nas, tak wypełnisz wolę Bożą. Odwagi! Udziel mi swego błogosławieństwa razem z błogosławieństwem ojca. Pozdrów wszystkich ostatni raz. Otrzymacie serce Waszego syna, który Was oboje kocha i chciałby zobaczyć Was jeszcze przed śmiercią”.
Był torturowany, również za pozabijanie kur trzymanych przez żołnierzy w sprofanowanej świątyni. 8 lutego zmuszono go, ażeby był świadkiem egzekucji przez powieszenie nieletniego Lorenzo, który jednak ją przeżył, co zyskało mu potem miano Lazarus (Łazarza).
W dniu egzekucji Józefowi przecięto skórę na stopach i zmuszono go, by krwawiąc, o własnych siłach doszedł na cmentarz. Nad wykopanym grobem pchnięto go nożem, wcześniej po raz ostatni żądając wyparcia się wiary i oferując w zamian darowanie życia; wówczas zawołał „Viva Cristo Rey!”, prosząc, by go rozstrzelano. Kapitan żandarmerii zastrzelił go z pistoletu; chłopak padając zakreślił krwią znak krzyża na ziemi.

## Beatyfikacja i kanonizacja
Beatyfikował go papież Benedykt XVI 20 listopada 2005 r. w grupie trzynastu męczenników meksykańskich. 21 stycznia 2016 r. papież Franciszek uznał cud za wstawiennictwem bł. Józefa Sáncheza del Río zaś 15 marca 2016 r. podczas konsystorza wyznaczył datę jego kanonizacji.
16 października 2016 r., podczas uroczystej mszy świętej na placu Świętego Piotra w Watykanie, bł. Józef Sánchez del Río wraz z sześcioma innymi błogosławionymi, został przez papieża Franciszka ogłoszony świętym i włączony w poczet świętych Kościoła katolickiego.
14 maja 2017 r. ogłoszono go patronem Światowych Dni Młodzieży 2019 w Panamie.

## Miejsca kultu
W Szkocji znajduje się w Glasgow prywatna kaplica pod wezwaniem św. Józefa Sánchez del Río, należąca do parafii pw. Czarnej Madonny z Częstochowy.
Relikwie św. Jose Sancheza del Rio zostały uroczyście wprowadzone 27 marca 2023 r. do franciszkańskiego kościoła Chrystusa Króla w Olsztynie.